# Баранов, Михаил Павлович
Михаил Павлович Баранов (1904—1985) — старший сержант Рабоче-крестьянской Красной Армии, участник Великой Отечественной войны, Герой Советского Союза (1944).

## Биография
Михаил Баранов родился 25 ноября 1904 года в починке  Гладкораменский  в крестьянской семье. После окончания начальной школы работал председателем Велижанского сельпо Тюменской области. В 1942 году был призван на службу в Рабоче-крестьянскую Красную Армию. С мая 1942 года — на фронтах Великой Отечественной войны. Был стрелком 239-го гвардейского стрелкового полка 76-й гвардейской стрелковой дивизии 61-й армии Центрального фронта. Отличился во время битвы за Днепр.
Гвардии младший сержант Михаил Баранов 28 сентября 1943 года вплавь переправился через Днепр в районе села Мысы Репкинского района Черниговской области, и в числе первых в своём подразделении ворвался в траншеи противника и принял бой. В бою получил тяжёлое ранение. В конце 1943 года был комиссован.
Указом Президиума Верховного Совета СССР от 15 января 1944 года старший сержант Михаил Баранов был удостоен высокого звания Героя Советского Союза с вручением ордена Ленина и медали «Золотая Звезда».
После демобилизации работал председателем Александровского сельсовета. Впоследствии проживал в Тюмени, работал начальником транспортного отдела Тюменского пивзавода. Умер 16 марта 1985 года.
Был также награждён рядом медалей.

## Память
В 2015 году его имя было увековечено на отдельном гранитном пилоне Аллеи Героев в Сквере Победы в Биробиджане.
Мемориальная доска установлена на доме по ул. Седова, 15 в г. Тюмени.

## Комментарии
1. ↑  в последующем - деревня Гудки в составе Новотроицкого сельсовета Шабалинского района Кировской области[1]; не сохранилась[2].